# Elecciones presidenciales de Santo Tomé y Príncipe de 1996
Las elecciones presidenciales de Santo Tomé y Príncipe se llevaron a cabo en 1996 para elegir al Presidente de la República para el período 1996-2001. La primera vuelta, celebrada el 30 de junio, dejó al presidente incumbente, Miguel Trovoada, del partido Acción Democrática Independiente, obteniendo mayoría simple del 41% de los votos, contra el expresidente Manuel Pinto da Costa, que obtuvo el 37%. De ese modo, se debió programar una segunda vuelta para el 21 de julio entre los dos candidatos más votados. Con una participación del 78%, Trovoada fue reelegido para un segundo mandato con el 52.7% de los votos.

## Resultados
| Candidato                          | Partido                                                                           | Primera vuelta | Primera vuelta | Segunda vuelta | Segunda vuelta |
| Candidato                          | Partido                                                                           | Votos          | %              | Votos          | %              |
| ---------------------------------- | --------------------------------------------------------------------------------- | -------------- | -------------- | -------------- | -------------- |
| Miguel Trovoada                    | Acción Democrática Independiente                                                  | 15.344         | 41.4           | 19.887         | 52.7           |
| Manuel Pinto da Costa              | Movimiento para la Liberación de Santo Tomé y Príncipe / Partido Social Demócrata | 13.627         | 37.7           | 17.820         | 47.3           |
| Alda Bandeira                      | Partido Convergencia Democrática-Grupo de Reflexión                               | 5.970          | 16.1           |                |                |
| Carlos da Graça                    | Independiente                                                                     | 1.973          | 5.3            |                |                |
| Armindo Tomba                      | Independiente                                                                     | 163            | 0.5            |                |                |
| Votos en blanco/anulados           | Votos en blanco/anulados                                                          | 1.764          | -              | 1,317          | -              |
| Total                              | Total                                                                             | 38.841         | 100            | 39.024         | 100            |
| Votantes registrados/participación | Votantes registrados/participación                                                | 50.256         | 77.3           | 49.606         | 78.7           |

## Consecuencias
Aunque la elección fue considerada libre y justa por observadores locales e internacionales, Manuel Pinto da Costa, que había reconocido inicialmente los resultados, presentó posteriormente una denuncia por fraude electoral, alegando que habían ocurrido irregularidades en el proceso de registro. La Comisión Nacional Electoral reconoció que había discrepancias de menor importancia en el proceso de registro y en las listas de votantes, pero determinó que éstos eran insuficientes para afectar los resultados en cuestión.
A principios de agosto, el Tribunal Supremo declaró que no podía pronunciarse sobre el recurso presentado por da Costa, y recomendó que el gobierno buscara arbitraje de derecho internacional. Sin embargo, el 20 de agosto da Costa retiró su denuncia y Trovoada fue confirmado como presidente.